# Salo församling
Salo församling (finska: Salon seurakunta) är en evangelisk-luthersk församling i Salo, Finland. Församlingen hör till Åbo ärkestift och Pemar prosteri. Kyrkoherde i församlingen är Timo Hukka. I slutet av 2021 hade Salo församling cirka 37 780 medlemmar. Församlingens verksamhet sker i huvudsakligen på finska.
Församlingens huvudkyrka är Uskela kyrka. 

## De före detta församlingar i Salo
- Finby församling
- Halikko församling
- Kiikala församling
- Kisko församling
- Kuusjoki församling
- Muurla församling
- Bjärnå församling
- S:t Bertils församling
- Salo-Uskela församling
- Suomusjärvi församling

## Kyrkor i Salo församling
Lista av kyrkor i Salo församling:
- Angelniemi kyrka
- Finby kyrka
- Halikko kyrka
- Kiikala kyrka
- Kisko kyrka
- Kuusjoki kyrka
- Muurla kyrka
- Bjärnå kyrka
- S:t Bertils kyrka
- Salo kyrka
- Suomusjärvi kyrka
- Tykö kyrka
- Uskela kyrka
- Överby kyrka